# Diatraea muellerella
Diatraea muellerella là một loài bướm đêm trong họ Crambidae.